# 72. ceremonia wręczenia Złotych Globów
72. ceremonia wręczenia Złotych Globów za rok 2014 odbyła się 11 stycznia 2015 roku w Beverly Hilton Hotel w Los Angeles. Galę po raz trzeci poprowadziły aktorki Tina Fey i Amy Poehler. Ceremonię na terenie USA transmitowała stacja NBC.
Nominacje do nagród ogłoszono 11 grudnia 2014 roku. Ich prezentacji dokonali Kate Beckinsale, Peter Krause, Paula Patton i Jeremy Piven.
14 września 2014 roku ogłoszono, że Nagrodę im. Cecila B. DeMille’a otrzyma aktor George Clooney.

## Laureaci i nominowani
Laureaci nagród wyróżnieni są wytłuszczeniem

### Produkcje kinowe

#### Najlepszy film dramatyczny
- Boyhood
  - Foxcatcher
  - Gra tajemnic
  -  Selma
  - Teoria wszystkiego

#### Najlepszy film komediowy lub musical
- Grand Budapest Hotel
  - Birdman
  - Tajemnice lasu
  - Dumni i wściekli
  - Mów mi Vincent

#### Najlepszy aktor w filmie dramatycznym
- Eddie Redmayne − Teoria wszystkiego
  - Steve Carell − Foxcatcher
  - Benedict Cumberbatch − Gra tajemnic
  - Jake Gyllenhaal − Wolny strzelec
  - David Oyelowo −  Selma

#### Najlepsza aktorka w filmie dramatycznym
- Julianne Moore − Still Alice
  - Jennifer Aniston − Cake
  - Felicity Jones − Teoria wszystkiego
  - Rosamund Pike − Zaginiona dziewczyna
  - Reese Witherspoon − Dzika droga

#### Najlepszy aktor w filmie komediowym lub musicalu
- Michael Keaton − Birdman
  - Ralph Fiennes − Grand Budapest Hotel
  - Bill Murray − Mów mi Vincent
  - Joaquin Phoenix − Wada ukryta
  - Christoph Waltz − Wielkie oczy

#### Najlepsza aktorka w filmie komediowym lub musicalu
- Amy Adams − Wielkie oczy
  - Emily Blunt − Tajemnice lasu
  - Helen Mirren − Podróż na sto stóp
  - Julianne Moore − Mapy gwiazd
  - Quvenzhané Wallis − Annie

#### Najlepszy aktor drugoplanowy
- J.K. Simmons − Whiplash
  - Robert Duvall − Sędzia
  - Ethan Hawke − Boyhood
  - Edward Norton − Birdman
  - Mark Ruffalo − Foxcatcher

#### Najlepsza aktorka drugoplanowa
- Patricia Arquette − Boyhood
  - Jessica Chastain − Rok przemocy
  - Keira Knightley − Gra tajemnic
  - Emma Stone − Birdman
  - Meryl Streep − Tajemnice lasu

#### Najlepszy reżyser
- Richard Linklater − Boyhood
  - Wes Anderson − Grand Budapest Hotel
  - Ava DuVernay −  Selma
  - David Fincher − Zaginiona dziewczyna
  - Alejandro González Iñárritu − Birdman

#### Najlepszy scenariusz
- Alejandro González Iñárritu, Nicolás Giacobone, Armando Bó, Alexander Dinelaris Jr. − Birdman
  - Wes Anderson − Grand Budapest Hotel
  - Gillian Flynn − Zaginiona dziewczyna
  - Richard Linklater − Boyhood
  - Graham Moore − Gra tajemnic

#### Najlepsza muzyka
- Jóhann Jóhannsson − Teoria wszystkiego
  - Alexandre Desplat − Gra tajemnic
  - Trent Reznor, Atticus Ross − Zaginiona dziewczyna
  - Antonio Sánchez − Birdman
  - Hans Zimmer − Interstellar

#### Najlepsza piosenka
- Glory z filmu  Selma (muzyka i tekst: John Legend, Common)
  - Big Eyes z filmu Wielkie oczy (muzyka i tekst: Lana Del Rey)
  - Mercy Is z filmu Noe: Wybrany przez Boga (muzyka i tekst: Patti Smith, Lenny Kaye)
  - Opportunity z filmu Annie (muzyka i tekst: Greg Kurstin, Sia Furler, Will Gluck)
  - Yellow Flicker Beat z filmu Igrzyska śmierci: Kosogłos. Część 1 (muzyka i tekst: Lorde)

#### Najlepszy film animowany
- Jak wytresować smoka 2
  - Wielka szóstka
  - Księga życia
  - Pudłaki
  - Lego: Przygoda

#### Najlepszy film nieanglojęzyczny
- Lewiatan
  -  Turysta
  -  Viviane chce się rozwieść
  -  Ida
  -  Mandarynki

### Produkcje telewizyjne

#### Najlepszy serial dramatyczny
- The Affair
  - Downton Abbey
  - Gra o tron
  - Żona idealna
  - House of Cards

#### Najlepszy serial komediowy
- Transrodzic
  - Dziewczyny
  - Jane the Virgin
  - Orange Is the New Black
  - Dolina Krzemowa

#### Najlepszy aktor w serialu dramatycznym
- Kevin Spacey − House of Cards
  - Clive Owen − The Knick
  - Liev Schreiber − Ray Donovan
  - James Spader − Czarna lista
  - Dominic West − The Affair

#### Najlepsza aktorka w serialu dramatycznym
- Ruth Wilson − The Affair
  - Claire Danes − Homeland
  - Viola Davis − Sposób na morderstwo
  - Julianna Margulies − Żona idealna
  - Robin Wright − House of Cards

#### Najlepszy aktor w serialu komediowym
- Jeffrey Tambor − Transrodzic
  - Louis C.K. − Louie
  - Don Cheadle − Kłamstwa na sprzedaż
  - Ricky Gervais − Derek
  - William H. Macy − Shameless – Niepokorni

#### Najlepsza aktorka w serialu komediowym
- Gina Rodriguez − Jane the Virgin
  - Lena Dunham − Dziewczyny
  - Edie Falco − Siostra Jackie
  - Julia Louis-Dreyfus − Figurantka
  - Taylor Schilling − Orange Is the New Black

#### Najlepszy aktor w miniserialu lub filmie telewizyjnym
- Billy Bob Thornton − Fargo
  - Martin Freeman − Fargo
  - Woody Harrelson − Detektyw
  - Matthew McConaughey − Detektyw
  - Mark Ruffalo − Odruch serca

#### Najlepsza aktorka w miniserialu lub filmie telewizyjnym
- Maggie Gyllenhaal − Uczciwa kobieta
  - Jessica Lange − American Horror Story: Freak Show
  - Frances McDormand − Olive Kitteridge
  - Frances O’Connor − Zaginiony
  - Allison Tolman − Fargo

#### Najlepszy aktor drugoplanowy w serialu, miniserialu lub filmie telewizyjnym
- Matt Bomer − Odruch serca
  - Alan Cumming − Żona idealna
  - Colin Hanks − Fargo
  - Bill Murray − Olive Kitteridge
  - Jon Voight − Ray Donovan

#### Najlepsza aktorka drugoplanowa w serialu, miniserialu lub filmie telewizyjnym
- Joanne Froggatt − Downton Abbey
  - Uzo Aduba − Orange Is the New Black
  - Kathy Bates − American Horror Story: Freak Show
  - Allison Janney − Mamuśka
  - Michelle Monaghan − Detektyw

#### Najlepszy miniserial lub film telewizyjny
- Fargo
  - Zaginiony
  - Odruch serca
  - Olive Kitteridge
  - Detektyw

### Nagroda Cecila B. DeMille’a
- George Clooney

## Podsumowanie ilości nominacji
(Ograniczenie do dwóch nominacji)

### Kino
7: Birdman
5: Boyhood, Gra tajemnic
4: Zaginiona dziewczyna,  Selma, Grand Budapest Hotel, Teoria wszystkiego
3: Wielkie oczy, Foxcatcher, Tajemnice lasu
2: Annie, Mów mi Vincent

### Telewizja
5: Fargo
4: Detektyw
3: House of Cards, Olive Kitteridge, Orange Is the New Black, The Affair, Żona idealna, Odruch serca
2: American Horror Story: Freak Show, Downton Abbey, Dziewczyny, Jane the Virgin, Ray Donovan, Zaginiony, Transrodzic